# Gazawat
"Gazawat", "Qazavat" (ros. "Газават") – pismo narodów północnego Kaukazu pod kontrolą niemiecką podczas II wojny światowej
Pismo wychodziło od końca października 1943 r. Redakcja mieściła się przy Północnokaukaskim Komitecie Narodowym z siedzibą w Berlinie. Faktyczną kontrolę nad nim pełnił Oddział Propagandy Wojennej Oberkommando des Heeres (OKH). Funkcję redaktora głównego pełnił Abdurachman Awtorchanow. "Gazawat" był wydawany co tydzień. Jego mottem było: Allah nad nami, Hitler z nami! Pismo drukowano w języku rosyjskim, ale ukazywały się artykuły po adygejsku, awarsku, osetyjsku, czeczeńsku, dagestańsku i kumycku. Inguszskim oddziałem redakcji kierował Isa Sagow, zaś osetyjskim – Aleksandr Bajew. Publicystyka pisma nawiązywała do północnokaukaskich tradycji niepodległościowych z okresu XIX wieku, w dużym stopniu do walk wyzwoleńczych prowadzonych pod wodzą Imama Szamila. Głoszono hasło wspólnego państwa północnokaukaskiego pod protektoratem III Rzeszy. Artykuły miały charakter antysowiecki. Poruszano w nich wiele problemów dotyczących ZSRR, np. protestowano przeciwko prowadzonej w 1944 r. deportacji narodów północnokaukaskich na Syberię, nazywając ją ludobójstwem. Tygodnik był kolportowany głównie wśród żołnierzy Legionu Północnokaukaskiego i robotników przymusowych pochodzących z północnego Kaukazu. W piśmie ukazywały się artykuły i pisma oraz wiersze napisane przez legionistów. "Gazawat" przestał się ukazywać pod koniec lipca 1944 r.